# Tatsuno (Nagano)
Tatsuno (辰野町 Tatsuno-machi?) es un pueblo en la prefectura de Nagano, Japón, localizado en la parte central de la isla de Honshū, en la región de Chūbu. El 1 de marzo de 2021 tenía una población estimada de 18 503 habitantes y una densidad de población de 109 personas por km².

## Geografía
Tatsuno se encuentra en el valle de Ina, en el centro-sur de la prefectura de Nagano, bordeada por las montañas Kiso. El río Tenryū fluye a través del pueblo. Parte de sus límites se encuentra dentro del parque natural Enrei Ōjō.

## Historia
El área de Tatsuno era parte de la antigua provincia de Shinano durante el período Edo. La villa de Inatomi se estableció el 1 de abril de 1889, y fue elevada al estatus de pueblo el 1 de enero de 1947, cambiando su nombre a Tatsuno. La villa vecina de Asahi fue anexionada el 1 de abril de 1955, seguida por Kawashima el 30 de septiembre de 1956 y Ono el 31 de marzo de 1961.

## Demografía
Según los datos del censo japonés, la población de Tatsuno se ha mantenido relativamente estable en los últimos 60 años.
| Gráfica de evolución demográfica de Tatsuno entre 1940 y 2015 |
|                                                               |
| Oficina de Estadísticas de Japón                              |